# Exocarpos pseudocasuarina
Exocarpos pseudocasuarina là một loài thực vật có hoa trong họ Santalaceae. Loài này được Guillaumin mô tả khoa học đầu tiên năm 1925.